# Яманское сельское поселение
Яманское се́льское поселе́ние — муниципальное образование в Крутинском районе Омской области Российской Федерации.
Административный центр — село Яман.

## История
Статус и границы сельского поселения установлены Законом Омской области от 30 июля 2004 года № 548-ОЗ «О границах и статусе муниципальных образований Омской области».

## Население
| 2010 | 2011 | 2012 | 2013 | 2014 | 2015 | 2016 |
| ---- | ---- | ---- | ---- | ---- | ---- | ---- |
| 979  | ↘976 | ↗978 | ↘967 | ↗968 | ↘935 | ↘900 |
| 2017 | 2018 | 2019 | 2020 | 2021 | 2023 |      |
| ↘867 | ↘839 | ↘824 | ↗830 | ↘721 | ↘693 |      |

## Состав сельского поселения
| № | Населённый пункт | Тип населённого пункта       | Население |
| - | ---------------- | ---------------------------- | --------- |
| 1 | Ик               | деревня                      | 40        |
| 2 | Красный Пахарь   | деревня                      | 38        |
| 3 | Новопокровка     | деревня                      | 142       |
| 4 | Яман             | село, административный центр | 759       |